# Averro
Averro (* 12. August 1990; bürgerlich Arian Amedie) ist ein deutscher DJ, Musikproduzent, Songwriter und Journalist aus Paderborn. Er ist Resident-DJ von New Horizons und tritt regelmäßig auf den größten Festivals im deutschsprachigen Raum wie Parookaville, Electric Love, World Club Dome und Airbeat One auf. Seine Produktionen, darunter mehrere Remixe für Klaas Gerling, sind dem Hardstyle zuzuordnen und erreichten Aufrufe in Millionenhöhe.

## Werdegang

### Musiker
Amedie begann 2011 als Moderator beim Internetradio HouseTime.FM, dessen Radioleitung er ein Jahr später übernahm. Seit 2013 ist er Resident-DJ des Electric Mountain Festivals in Sölden und hatte regelmäßig Auftritte in Clubs und auf Festivals hauptsächlich in Österreich. So spielte er 2015 beim Electric Love Festival auf der Mainstage, nachdem er den DJ Contest gewann. Es folgte ein weiterer Auftritt in 2017. Im selben Jahr veröffentlichte er sein erstes Lied Heartache, welches von Ummet Ozcan in seiner Radioshow präsentiert wurde. Seit 2018 ist Averro ebenfalls Resident-DJ von New Horizons. Dazu produzierte er einen Remix der Hymne des Festivals Travelling Through Time, welcher auf Armada, als einer der ersten Hardstyle-Tracks des Labels, veröffentlicht wurde. Sein Remix für die Hymne des Folgejahres Kingdom Of Fire erhielt Unterstützung von Dimitri Vegas & Like Mike. Weitere vier Remixe entstanden in Zusammenarbeit mit Klaas, wovon drei die Hard Dance Beatport Charts erreichen konnten und bis zu über 5 Mio. Streams auf Spotify aufweisen. Dabei handelt es sich um Lieder aus dem Bereich des melodischen Hardstyles. Ein inoffizieller Remix mit dem österreichischen Produzenten Dan Lee zu Ava Max – Sweet But Psycho wurde von u. a. Timmy Trumpet und Da Tweekaz gespielt. Darüber hinaus tritt Averro regelmäßig auf den größten deutschen EDM-Festivals auf, darunter Parookaville, Airbeat One, World Club Dome, Sputnik Springbreak und Ruhr In Love. Bei seiner zweiten Soloproduktion mit dem Titel Lose My Way fungierte Diandra Faye als Sängerin, welche bereits bei Liedern von Coone und Sub Zero Project mitwirkte. Mit Mike Candys veröffentlichte er die Kollaboration namens Dancing Around auf dem Label Kontor Records.
Im Februar 2022 schloss sich Averro dem deutschen DJ Projekt Mainstage Cartel rund um die Künstler Vize, Leony und HBz an. Gemeinsam veröffentlichten sie die erste Single No Hard Feelings.
Außerdem ist Amedie Resident DJ des Club "Go-Parc" in Herford.

### Journalist
Arian Amedie war außerdem als Journalist im Bereich Electronic Dance Music tätig. In 2014 gründete er das EDM-Newsportal IAATM - It's all about the music. Von 2018 bis 2021 war er Chefredakteur von DJ MAG Germany, dem deutschsprachigen Ableger des renommierten DJ Magazines. In dieser Funktion war er bei der Mixcon Musikmesse in München als Sprecher eingeladen. Ebenso war er 2019 Sprecher beim Amsterdam Dance Event. Im Rahmen der Corona-Pandemie startete er das Livestream-Format Trappuccino auf Twitch, in dem er unter anderem Krewella und Bassjackers zu Gast hatte. Seit Ende 2020 leitet er einen Spotify Podcast für das Bootshaus, in dem David Guetta und Steve Aoki zu Gast waren.
2014 saß Amedie außerdem kurzzeitig im Paderborner Stadtrat.

## Diskografie

### Singles
- 2017: Heartache
- 2020: Lose My Way (feat. Diandra Faye) [You Love Dance]
- 2021: Be Your Man (feat. LANNÉ)  [Future House Cloud]
- 2021: Dancing Around (feat. Mike Candys)  [Kontor Records]
- 2022: No Hard Feelings (feat. Reuben Grey) [CrashYourSound]

### Remixe
- 2018: Valentine – Travelling Through Time (New Horizons 2018 Anthem) [Armada]
- 2019: Ava Max – Sweet But Psycho (mit Dan Lee) [FREE]
- 2019: Klaas – When We Were Still Young [You Love Dance]
- 2019: Cuebrick – Kingdom Of Fire (New Horizons 2019 Anthem) [Armada]
- 2020: Klaas – Over & Done [You Love Dance]
- 2020: Klaas – Wonderful Days [You Love Dance]
- 2020: Shawn Mendes – Señorita (mit Dan Lee) [FREE]
- 2021: Klaas – How Far Can We Go [You Love Dance]
- 2021: Olivia Rodrigo – Good 4 U [FREE]
- 2021: Minelli – Rampampam (mit VIZE) [Warner Music]
- 2022: GAYLE – ABCDEFU [FREE]